# Formosatettix guangxiensis
Formosatettix guangxiensis är en insektsart som beskrevs av Zheng, Z. 1998. Formosatettix guangxiensis ingår i släktet Formosatettix och familjen torngräshoppor. Inga underarter finns listade i Catalogue of Life.